# 短梗嵩草
短梗嵩草（学名：Carex curticeps）为莎草科薹草属下的一个种。